# 碇ヶ関インターチェンジ
碇ヶ関インターチェンジ（いかりがせきインターチェンジ）は、青森県平川市碇ヶ関諏訪平にある、東北自動車道のインターチェンジ。

## 概要
平川市碇ヶ関地区にあるICである。平川市中心部（旧平賀町）へは隣の大鰐弘前ICや黒石ICが最寄である。また、青森・黒石方面から大館・秋田方面へ向かう場合は当ICが最寄である（次のIC・JCT経由では遠回りとなる）。

## 道路

### 本線
- E4 東北自動車道（50番）

### 接続する道路
- 国道7号

## 料金所
- ブース数：4

### 入口
- ブース数：2
  - ETC専用：1
  - 一般：1

### 出口
- ブース数：2
  - ETC専用：1
  - 一般：1

## 周辺
- 碇ヶ関温泉郷
- 碇ヶ関駅
- 平賀温泉郷
- 盛美園

## バスストップ

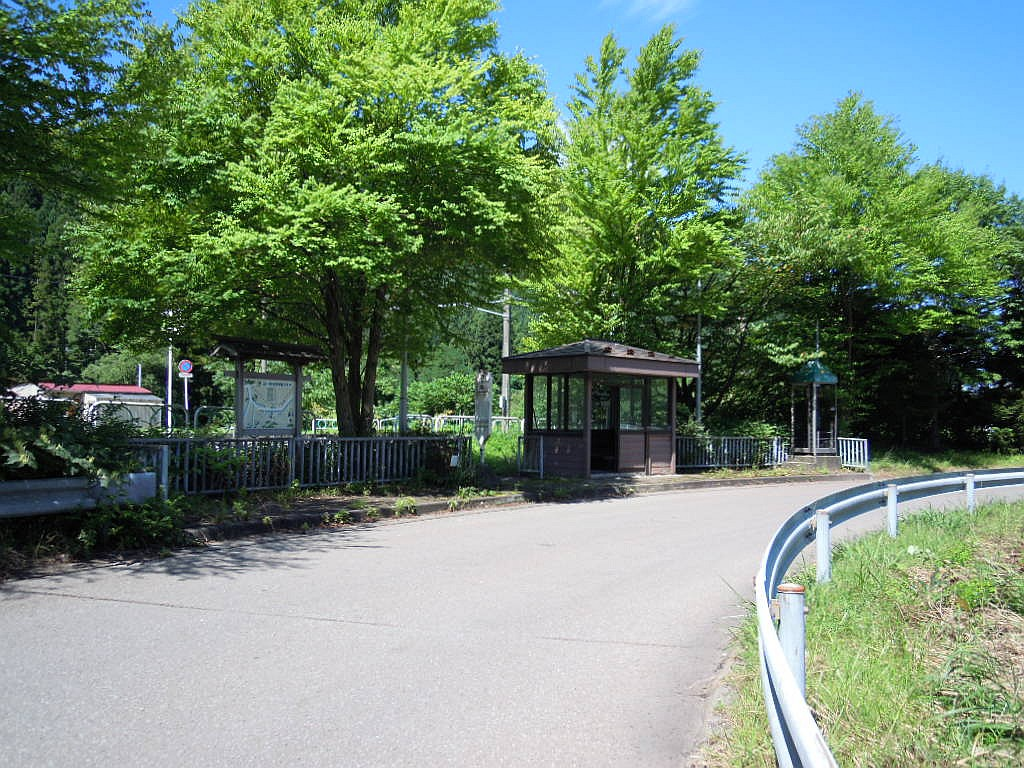
碇ヶ関バスストップの待合室

碇ヶ関バスストップ（いかりがせきバスストップ）は碇ヶ関ICに併設する高速バス停留所である。

### 停車路線
| 路線名                           | 経由地                   | 行先   |
| -------------------------------- | ------------------------ | ------ |
| あすなろ号 弘南バス 岩手県北バス | 小坂・花輪               | 盛岡駅 |
| あすなろ号 弘南バス 岩手県北バス | 牡丹平・羽黒平・青森大野 | 青森駅 |

### 沿革
- 1987年8月1日 : あすなろ号運行開始にともない設置。
- 2003年7月27日 : 青森・弘前 - 秋田線秋弘号停車開始。
- 2004年3月4日 : 秋弘号廃止。

## 隣
E4 東北自動車道
(49-1) 小坂IC - 小坂PA - (49-2) 小坂JCT - (50) 碇ヶ関IC - 阿闍羅PA - (51) 大鰐弘前IC